# Dallas Fair Park Grand Prix Circuit
Der Dallas Fair Park Grand Prix Circuit war eine temporäre Motorsport-Rennstrecke in Dallas, USA. Sie lag im etwa 5 km östlich von Dallas-Downtown gelegenen Dallas Fair Park im Stadtzentrum und wurde auf Straßen- und Parkplatz-Abschnitten rund um das Cotton Bowl-Stadion angelegt.

## Geschichte und Veranstaltungen

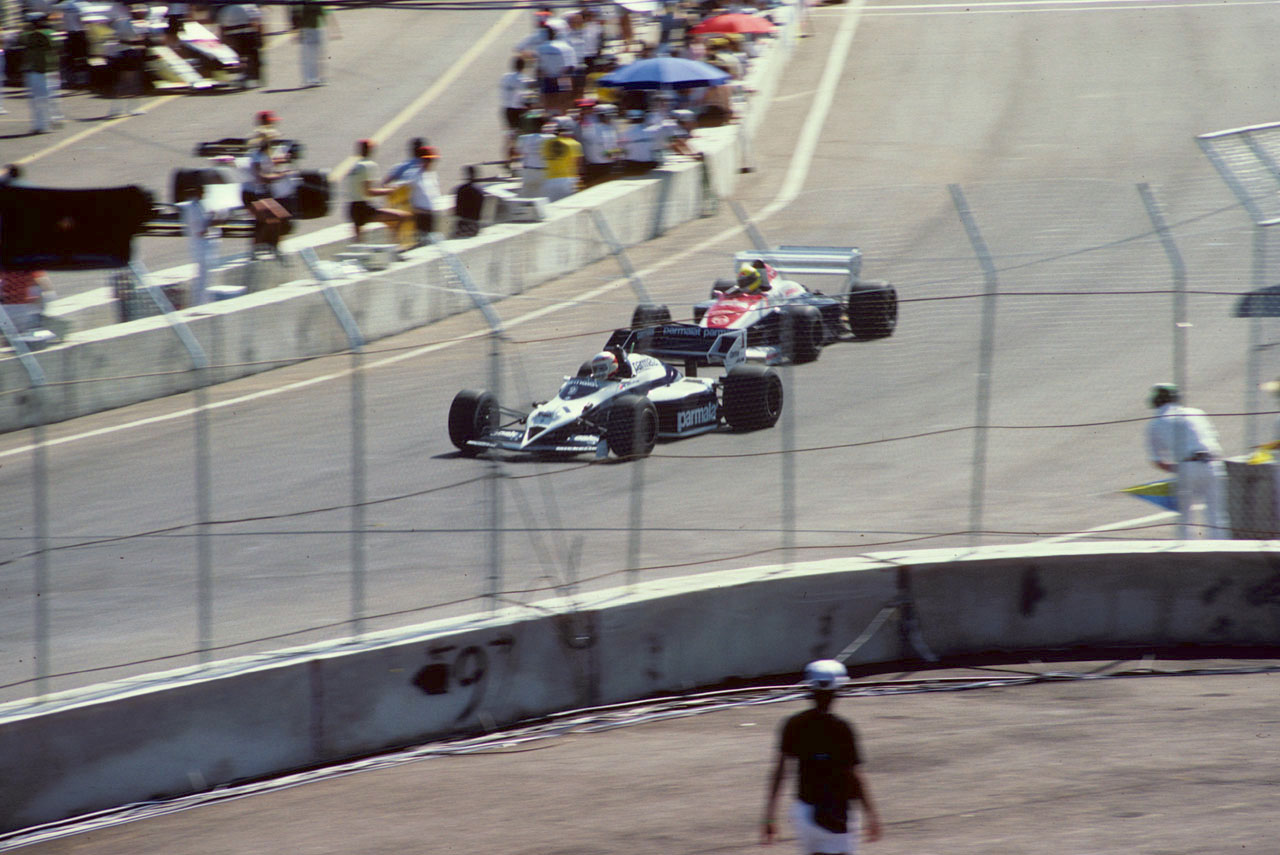
Nelson Piquet und Ayrton Senna beim Dallas GP 1984 der Formel 1

Die Strecke wurde zweimal für Rennveranstaltungen eingerichtet: 1984 und 1988.
Am 7. Juli 1984 fand auf dem 3,901 km langen Kurs ein Can-Am-Rennen statt das von 27 Teilnehmern bestritten wurde und von Michael Roe auf einem VDS-002 Chevrolet gewonnen wurde.
Einen Tag später fand im Rahmen der Formel-1-Weltmeisterschaft 1984 der Große Preis der USA 1984 statt. Vorgesehen war eine Renndistanz von 78 Runden, doch wurde das Rennen gemäß den Regeln nach Ablauf der Höchstdauer von zwei Stunden abgewunken. Sieger des Rennens, das durch eine hohe hitzebedingte Ausfallrate gekennzeichnet war – lediglich 7 der 25 gestarteten Teilnehmer erreichten am Ende das Ziel –, wurde Keke Rosberg.
Vier Jahre später wurde auf einem auf ca. 1,9 km verkürzten Kurs im Fair Park am 1. Mai 1988 ein Trans-Am-Rennen mit 38 Teilnehmern veranstaltet, das Hurley Haywood auf einem Audi 200 quattro Trans-Am gewann. Dieser Kurs nutzte Teile des nordöstlichen Abschnitts des Formel-1-Kurses von 1984. Die Trans-Am-Serie startete ein Mal auf diesem Kurs und verlegte für die folgenden drei Jahre ihre Rennen auf den Addison Airport Circuit.

## Statistik

### Alle Sieger von Formel-1-Rennen in Dallas
| Nr. | Jahr | Fahrer       | Konstrukteur | Motor | Reifen | Zeit          | Streckenlänge | Runden | Ø-Tempo      | Datum   | GP der |
| --- | ---- | ------------ | ------------ | ----- | ------ | ------------- | ------------- | ------ | ------------ | ------- | ------ |
| 1   | 1984 | Keke Rosberg | Williams     | Honda | G      | 2:01:22,617 h | 3,901 km      | 67     | 129,217 km/h | 8. Juli | USA    |